# 陳調
陳調（？年—191年），字元化，東漢末期漢中郡成固縣人，為弘農太守陳綱之孫。為人好遊俠，善兵法，曾在漢中太守蘇固底下任門下掾(一說是從事)之職。初平二年(西元191年)劉焉派部下張脩、張魯等進攻漢中，陳調勸蘇固用「守捍禦寇之術」抵禦進攻蘇固的張脩、張魯軍，但蘇固不聽。張脩等最終殺死漢中太守蘇固。蘇固死後趙嵩與陳調十分悲痛，趙嵩杖劍攻擊張脩，失敗戰死。陳調則聚集蘇固舊部百餘人進攻張脩，同樣兵敗被殺。